# Helena Kosková
Helena Kosková (* 5. února 1935 Praha) je česká literární kritička a historička, jež současně též přednáší na vysoké škole. Publikuje pod jménem Helena Kosek.

## Život
Kosková, dívčím příjmením Fischlová, se narodila jako mladší ze dvou dcer do smíšené česko-židovské rodiny českého právníka Otto Fischla. Matka sice byla katolička, avšak otec Žid, a proto musel svou právnickou praxi před druhou světovou válkou v roce 1939 přerušit. Během války však ani otec rodiny, ani jeho dvě dcera nemusely odejít do transportu do koncentračního tábora, neboť ošetřující lékař Otto Fischla označil za práce neschopného.
Po druhé světové válce vstoupil Otto Fischl do Komunistické strany Československa (KSČ) a po roce 1948 se stal náměstkem ministra financí. V letech 1949 až 1951 zastával funkci velvyslance Československa v Německé demokratické republice (NDR). Obě dcery, jak starší Eva (později po provdání Vaňková), tak mladší Helena měly naopak protikomunistické smýšlení. Když pak Eva emigrovala, byl její otec Otto Fischl v lednu 1951 odvolán z diplomatického postu a v červnu téhož roku zatčen. Souzen byl jako jeden z obžalovaných v procesu s Rudolfem Slánským. V listopadu 1952 nad ním soud vyřkl trest smrti a začátkem prosince toho roku byl popraven.
Fischlova mladší dcera Helena tou dobou studovala na gymnáziu. Z něj musela v souvislosti s otcovým procesem odejít a roku 1953 se musela se svojí matkou z Prahy násilně vystěhovat do Stachovic, obce na severní Moravě ležící jihovýchodně od Fulneku. Roku 1954 externě odmaturovala na jedenáctileté střední škole v Novém Jičíně. Zaměstnána následně mohla být v dělnických profesích, a sice v papírenském průmyslu, ve strojírenství či v obchodě. Přesto se dálkově přihlásila na studia do Bratislavy, ale krátce poté přestoupila na Vysokou školu pedagogickou v Praze, na níž absolvovala obor český jazyk a ruština a roku 1959 úspěšně obhájila diplomovou práci na téma „Vývoj a současný stav poznání života a díla Karla Čapka“. Mezi tím se navíc v létě 1956 provdala a přestěhovala zpět do hlavního města.
Od roku 1962 do následujícího roku pracovala coby literární lektorka v Pražské informační službě a mezi roky 1963 a 1965 jako odborná asistentka v Památníku národního písemnictví, kde připravovala výstavy o Karlu Čapkovi nebo o Franzi Kafkovi. V létě roku 1965 se svojí rodinou i s matkou ilegálně přes Jugoslávii emigrovala do Švédska. Usadila se v Norrköpingu, kde od roku 1968 vyučovala na tamních středních školách češtinu, ruštinu a francouzštinu a dále na Stockholmské univerzitě vedla jazykové kurzy pro její posluchače. Od roku 1996 je v důchodu, ale přesto i nadále je hostující profesorkou češtiny na univerzitách ve Stockholmu a v Göteborgu. Řadí se mezi aktivní propagátorky české literatury v zahraničí, kde publikuje pod jménem Helena Kosek.